# Rajon Bjalynitschy

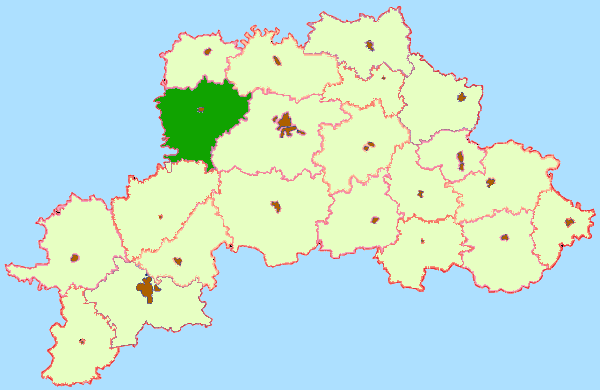
Rajon Bjalynitschy, Karte

Der Rajon Bjalynitschy (belarussisch Бялыніцкі раён; russisch Белыничский район) ist eine Verwaltungseinheit in der Mahiljouskaja Woblasz in Belarus mit dem administrativen Zentrum in der Stadt Bjalynitschy. Der Rajon hat eine Fläche von 1400 km² und umfasst 199 Ortschaften.

## Geographie
Der Rajon Bjalynitschy liegt im Nordwesten der Mahiljouskaja Woblasz. Die Nachbarrajone in der Mahiljouskaja Woblasz sind im Norden Kruhlaje, im Nordosten Schklou, im Osten Mahiljou und im Süden Klitschau.